# Kappa m/1886

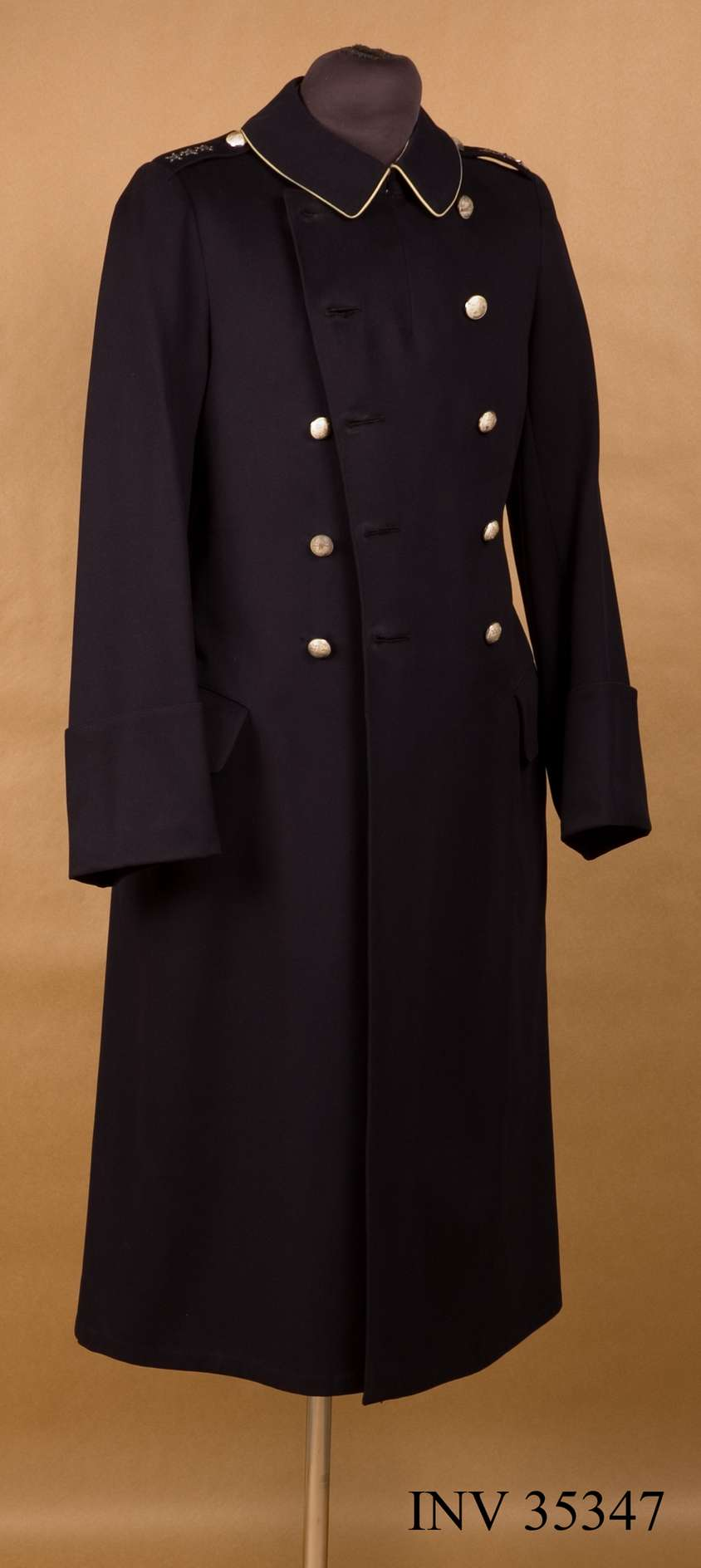
Kappa m/1886 för ryttmästare vid Livregementet till häst (K 1).

Kappa m/1886 är en Kappa som ingår i vissa uniformer (modell äldre) inom den svenska armén. Den utgick officiellt ur armén 1912 och används idag endast vid Livgardet (LG). 

## Utseende
Kappans kläde var gråmelerat för infanteriet och mörkblått för kavalleriet. Fodret är svart med en innerficka placerad i vänster foders framstycke. Framtill har den två knapprader med fem knappar vardera med regementets egen modell större. Rundkrage med 20 mm stånd, lösa ärmuppslag, två raka fickor baktill i ryggens sidsömmar med två knappar i över- och underkant. Framkanter, krage, lösa ärmuppslag, axelklaffar samt ficklock ska stickas 4 mm brett. Modellen är i princip densamma som kappa m/1872 som ersatte denna. Den enda skillnaden är fickornas placering.
Färgen på kragens passpoal varierade från regemente till regemente. Bland annat så hade Svea livgarde (I 1) gul och Göta livgarde (I 2) röd. Kragen kunde vintertid ersättas med en pälskrage utan passpoal. Passpoalen bars endast av officerare, som även hade 42 mm breda fasta axelklaffar av samma färg som kappan med gradbeteckningar. Manskap vid indelta armén hade regementsnummer i gult tyg på axelklaffarna medan manskap vid Svea och Göta livgarde bar sitt regementes färger på axelklaffarna och monarkens monogram.
|  | I 1 | Svea livgarde | Gul axelklaff för manskap utan passpoal runt krage. Officerare bar endast gul passpoal runt krage. Axelklaff utan passpoal eller färg. |
|  | I 2 | Göta livgarde | Röd axelklaff för manskap utan passpoal runt krage. Officerare bar endast röd passpoal runt krage. Axelklaff utan passpoal eller färg. |

## Användning
Den mörkblå kappan används än idag av soldater och gruppbefäl vid Livgardets Livkompani, Arméns musikkår och frivilliga Svea livgardes fältpiparkår.. Den utgör ett förstärkningsplagg till paraddräkt, och bärs då över vapenrock m/1886 med kask m/1887 och livrem m/04, samt till daglig dräkt, då den bärs med båtmössa m/04 och utan livrem. Vid kall väderlek kan kappan kompletteras med pälsmössa.
Officerare bär idag kappa m/1872.

## Fotografier

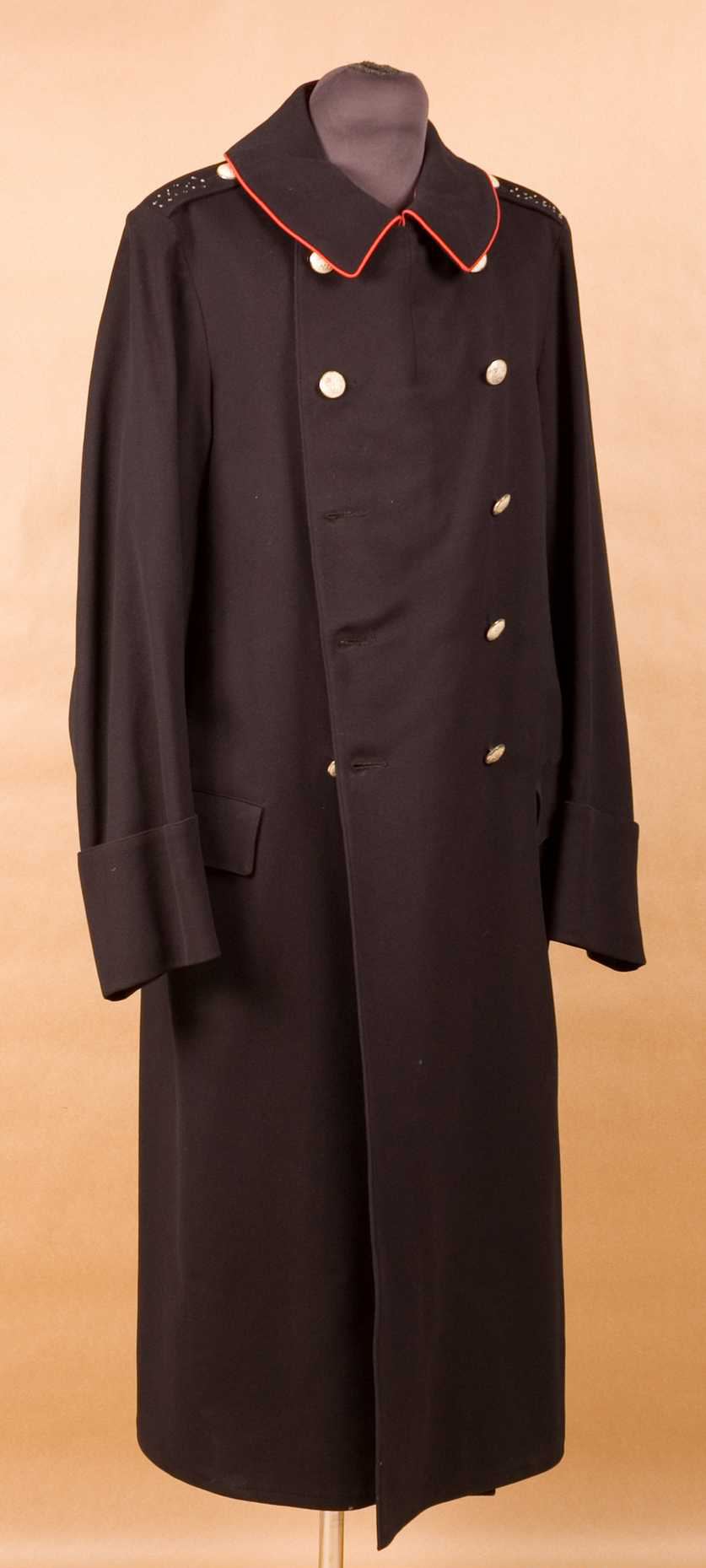
Kappa m/1886 för kapten vid Göta livgarde (I 2).
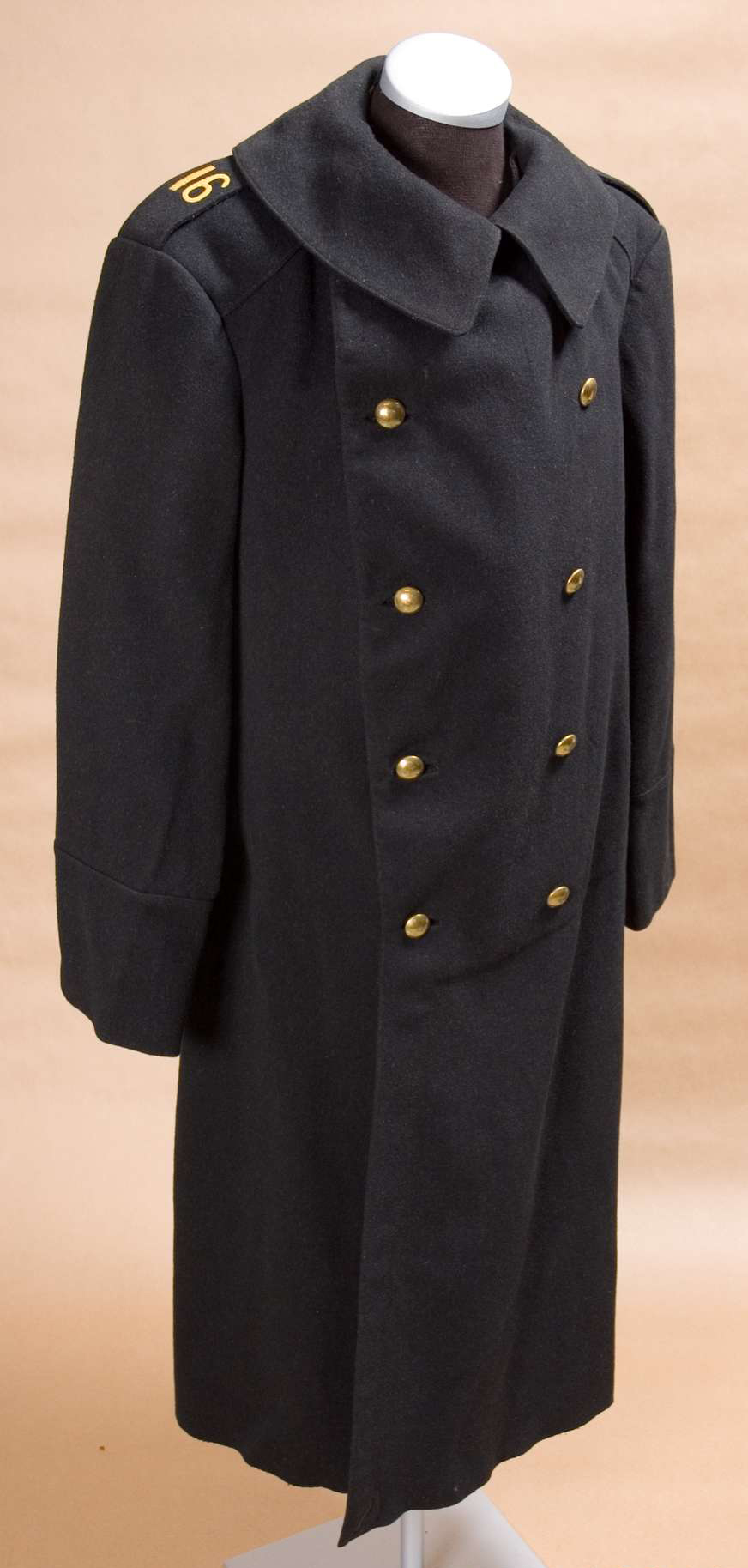
Kappa m/1886 för manskap vid Hallands regemente (I 16).
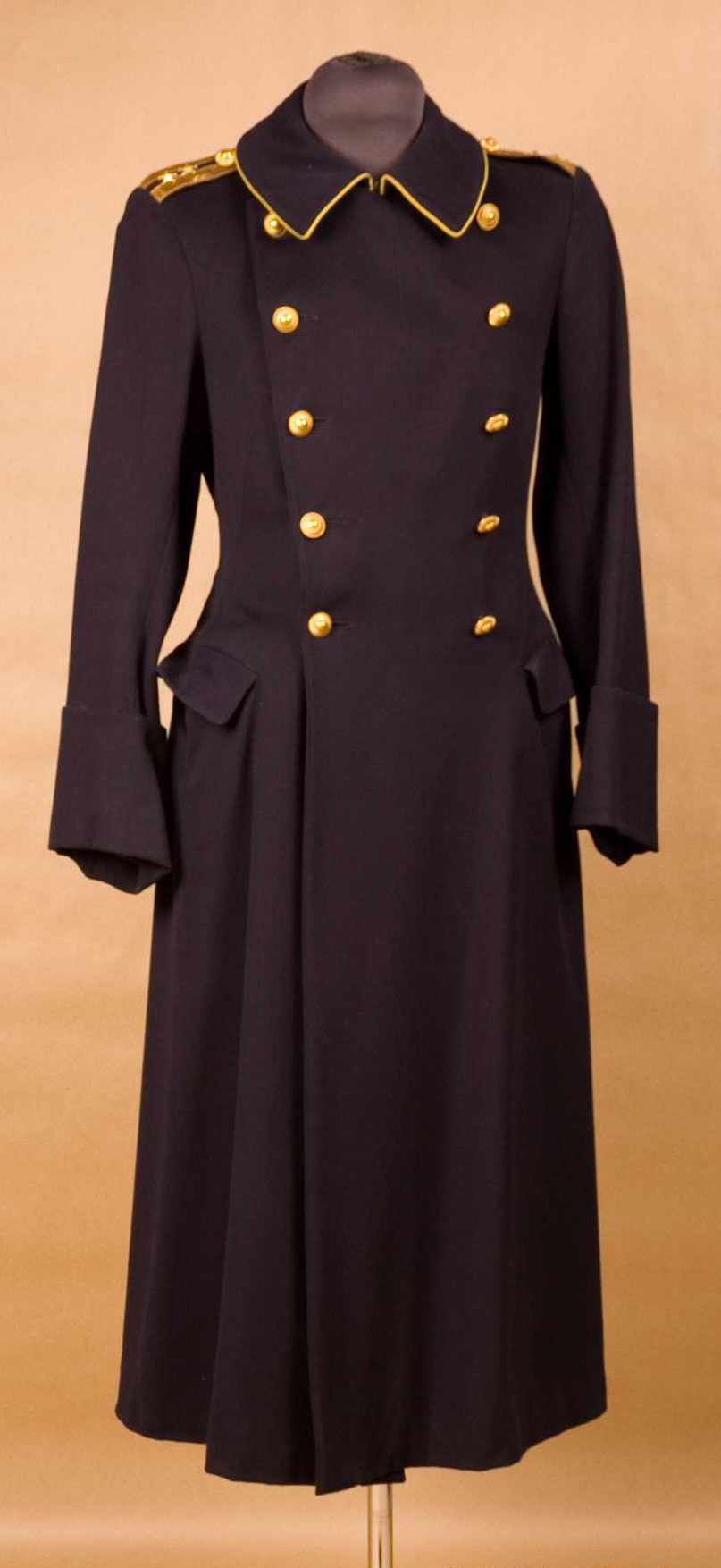
Kappa m/1886 för överstelöjtnant vid artilleriet.
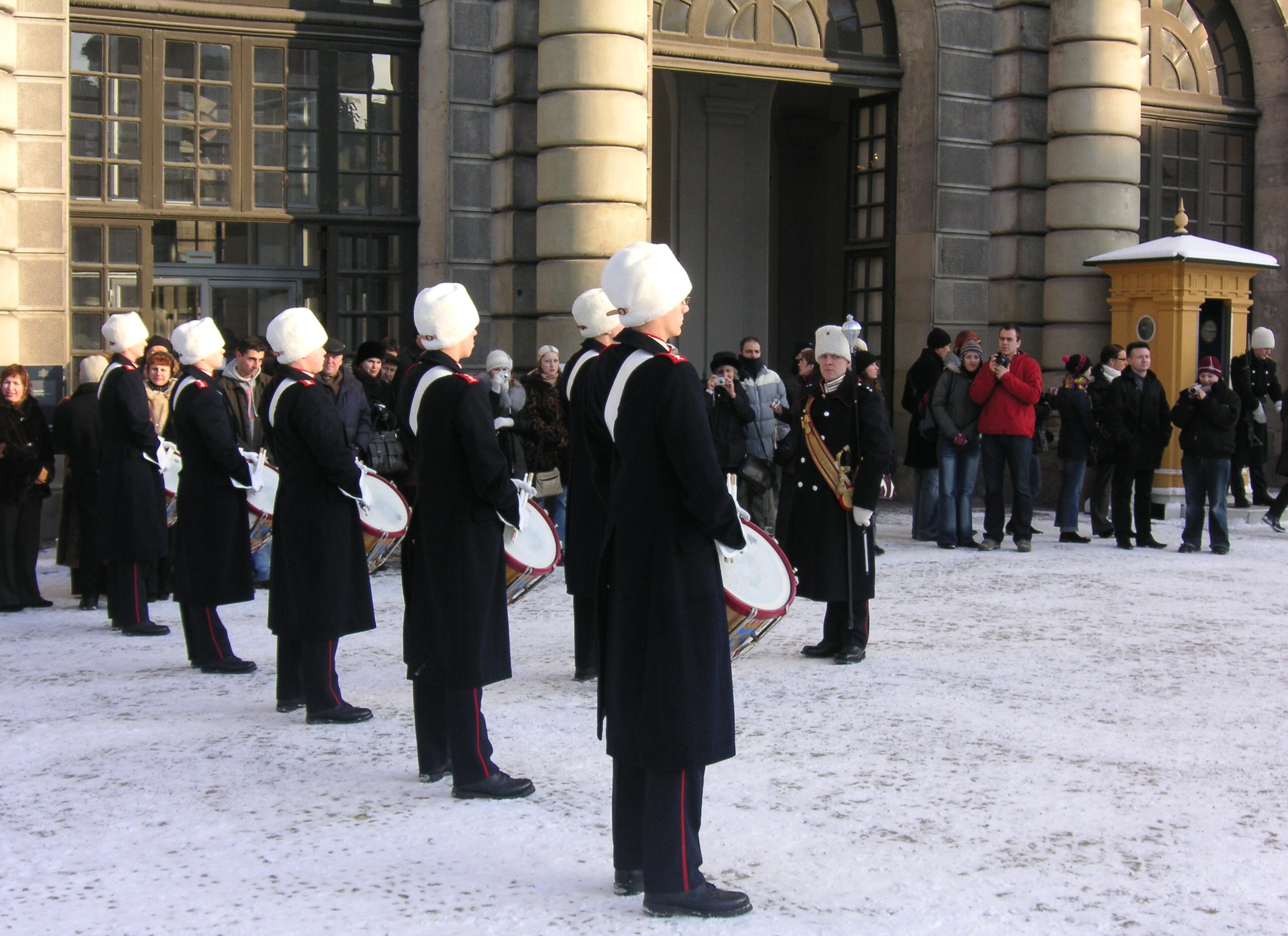
Numer nedlagda Arméns trumkår bar kappa m/1886 för manskap vid Göta livgarde (I 2) med pälsmössa.